# Ctenomys sociabilis
Ctenomys sociabilis là một loài động vật có vú trong họ Ctenomyidae, bộ Gặm nhấm. Loài này được Pearson & Christie mô tả năm 1985.